# Валлери-Радо, Рене
Рене Валлери-Радо (фр. René Vallery-Radot; 1 октября 1853, Париж — 24 января 1933, Париж) — французский писатель, зять Луи Пастера, написавший его первую биографию, номинант на Нобелевскую премию по литературе 1901 года.

## Биография
Рене Валлери-Радо родился в 1853 году в Париже в семье журналиста, политика и библиотекаря Лувра Венсана-Феликса Валлери-Радо и его жены Розеллы Гвиард, которая была племянницей известного романиста Эжена Сю и члена Французской Академии Габриэля-Мари Легувэ.
Обучался в Колледже Непорочного Зачатия в Вожираре, где познакомился с Жаном-Батистом Пастером, сыном Луи Пастера, а затем на юридическом факультете в Париже.
В 1876 году стал секретарём основателя журнала «Revue des Deux Mondes» Франсуа Бюлоза.
С 1874 по 1878 годы написал книги «Дневник добровольца» (Le journal d’un Volontaire d’un an au 10e de Ligne) и «Дневник современного студента» (Le Journal de l’Etudiant d’aujourd’hui).
В 1879 году становится секретарём министра общественных работ Франции Шарля Луи де Фрейсине, который вскоре получил пост министра иностранных дел, а затем возглавил Правительство.
4 ноября 1879 года женился на дочери Луи Пастера, Мари-Луизе. Впоследствии у них родились двое детей — Камилла и Луи.
С 1879 по 1895 годы помогает своему тестю, взяв на себя обязанности по взаимодействию с прессой, ведению корреспонденции и подготовке выступлений. Будучи более дипломатичным, чем отец его жены, Валлери-Радо успешно смягчал тон писем, написанных порой под влиянием гнева, поскольку известный учёный был очень вспыльчив. Он также следил за здоровьем Пастера и сопровождал его в поездках по Франции.
В 1884 году он публикует знаменитую книгу «Луи Пастер: История учёного, рассказанная невеждой» (M. Pasteur: histoire d’un savant par un ignorant).
В 1888 году принимает участие в открытии Института Пастера.
В 1895 году после смерти Луи Пастера начал работу над его первой биографией «Жизнь Пастера» (La vie de Pasteur), впервые опубликованной в 1900 году и переведенной на многие языки мира.
В 1901 году группа писателей, членов Французской Академии (Э.М. де Вогюэ, Сюлли Прюдом, А. Лаведан, Г. Аното, А. Сорель, А. Вандаль, Э. Легувэ) выдвинула Рене Валлери-Радо на соискание первой Нобелевской премии по литературе.
В 1912 году издаёт ограниченным тиражом альбом «Пастер: график и пастелист (1836—1842)» (Pasteur: dessinateur et pastelliste (1836—1842)), включающий в себя написанные учёным портреты родителей, родственников и друзей.
В 1913 году выходит в свет брошюра «Мадам Пастер» (Madame Pasteur), посвящённая памяти Мари Пастер (урождённой Мари Лоран), скончавшейся в 1910 году. В ней Валлери-Радо рисует идеальный образ жены учёного.
В 1922 году принимает участие в торжествах по случаю 100-летия со дня рождения Луи Пастера. К этому юбилею на основе созданной им биографии его тестя был снят фильм «Пастер» Жана Эпштейна, сценарий которого был написан писателем Эдмоном Эпардо (фр. Edmond Épardaud, 1882—1941) под общим наблюдением Валлери-Радо.
Среди других произведений Валлери-Радо — «Мадам де Севинье» (Madame de Sévigné, 1888), «Уголок Бургундии (В округе Аваллон)» (Un coin de Bourgogne (Le pays d’Avallon), 1893), а также вступительные статьи к различным изданиям (историческим перепискам, биографиям, воспоминаниям).
24 января 1933 года Валлери-Радо скончался в госпитале при Институте Пастера.

## Издания на русском языке
- Жизнь Пастера / сокр. пер. А. Н. Калитеевской. — М., 1950.